# کامیلا اوسوریو
کامیلا اوسوریو (اسپانیایی: Camila Osorio‎؛ زادهٔ ۲۲ دسامبر ۲۰۰۱) تنیس‌باز زن اهل کلمبیا است.
وی در مسابقات کشوری و بین‌المللی در مجموع برندهٔ ۱ مدال نقره، ۱ مدال برنز شده‌است.